# Знаменская церковь (Борки)
Церковь ико́ны Бо́жией Ма́тери «Зна́мение» — православный храм в селе Борки Суджанского района Курской области, построенный в 1886—1898 годах в традициях русско-византийского стиля. Памятник архитектуры регионального значения.

## История

### Предыстория и строительство
Первые упоминания о деревянном храме Знамения Богородицы относятся к 1774 и 1784 году. 18 (30) июня 1885 года губернский архитектор Баумиллер представил в строительное управление Курского губернского правления рапорт об утверждении проекта постройки каменного храма в селе Борки. Уже 19 июня (1 июля) 1885 года проект был утверждён, а в 1886 году новый храм был заложен. После завершения строительства церковь была освящена в 1898 году. Росписи Знаменской церкви выполнены не ранее 1903 года, в пользу чего говорит изображение преподобного Серафима Саровского, канонизированного в 1903 году.

### До Октябрьской революции
К приходу Знаменской церкви относилось село Борки и расположенная на расстоянии 2 вёрст от него деревня Спальная; число прихожан церкви в 1890 году составляло 2128 человек. В 1903 году приход Знаменской церкви составляли 213 крестьянских и 3 некрестьянских дворов (1532 жителя) в селе Борки и 104 крестьянских дворов и 1 некрестьянский (784 жителя) в деревне Спальная. При церкви уже в 1890 году существовала начальная народная школа, а в 1898 году в приходе была открыта разместившаяся в частном доме одноклассная земская школа и школа грамоты.
За церковью числилось 33 десятины полевой земли, из них пахотной земли — 29 десятин и 2,5 десятины усадебной земли.

#### Внутренне убранство в дореволюционные годы
В среднем алтаре располагался главный престол во имя Курской Коренной иконы Божией Матери, который был деревянным, имел высоту 1 аршин 6 вершков, длину и ширину 1 аршин 12 вершков, на нём лежал антиминс из жёлтого атласа, выданный в 1898 году. Горнее место с изображением Христа «Царь Славы» с позолоченной резьбой. Жертвенник в среднем алтаре — простой работы, деревянный, четырёхугольный, а на нём — икона «Моление о чаше» в киоте с позолоченной резьбой.
В правом алтаре находился престол во имя святого Тихона Задонского, который был деревянным, имел высоту 1 аршин 6 вершков, длину и ширину 1 аршин 7,5 вершков, на нём лежал антиминс из жёлтого атласа, выданный 19 сентября (1 октября) 1899 года. Горнее место имело изображение Воскресения Христова с позолоченной резьбой. Жертвенник в правом алтаре — простой работы, деревянный, четырёхугольный, а на нём — икона «Распятие Христа» в золочёной раме.
В левом алтаре находился престол во имя Владимирской иконы Божией Матери, который был деревянным, имел высоту 1 аршин 6 вершков, длину и ширину 1 аршин 7 вершков, на нём лежал антиминс из жёлтого атласа, выданный 1 (14) июля 1900 года. Жертвенник в левом алтаре — простой работы, деревянный, четырёхугольный, а на нём — икона «Снятие с креста» в золочёной раме.
За правым клиросом располагался киот с позолоченной резьбой, в котором находилась старинная икона Божией Матери «Знамение» без стекла, в серебряной ризе, сооружённая 20 октября (1 ноября) 1849 на пожертвования местного священника Василия Быстрицкого, а также И. Л. Иванова и других прихожан. За левым клиросом также размещался киот с позолоченной резьбой: в нём находилась Владимирская икона Божией Матери в серебряной золочёной ризе с семью эмалиевыми звёздами, появившаяся в храме в 1901 году благодаря священнику Ненарочному и прихожанам.
В правом приделе по обе стороны от Царских врат располагались две малые иконы в серебряных ризах: Спасителя и Божией Матери «Знамение», имевшие размеры 2 × 1,375 вершка. В левом приделе по обе стороны от Царских врат также располагались две малые иконы в серебряных ризах: Спасителя и Божией Матери Владимирской, размерами 1,5 × 1,375 вершка.
За вторыми столбами от алтаря находились два киота из старой церкви, простой работы, в каждом из которых размещалась икона большого размера: в одном — образ святого Иоасафа Белгородского в простой золочёной ризе и золочёной раме, а в другом — преподобного Серафима Саровского, тоже в простой золочёной ризе и золочёной раме. Обе эти иконы были пожертвованы в церковь в 1914 году Е. Ковалевской. За третьими столбами от алтаря располагались ещё два киота простой работы из старой церкви. В киотах размещалось по иконе большого размера: Божией Матери «Знамение» в раме с позолоченной резьбой и ветхая икона святого Николая в раме с мишурой.
На трёх аналоях находились три большого размера иконы в простых позолоченных рамах: икона «Воскресение Христово» с двунадесятыми праздниками, образ святого Тихона Задонского и образ святого Митрофания Воронежского. В разных частях храма располагалось четыре больших иконы в золочёных рамах (Спасителя из Чернетчины; малая плащаница в простой раме; святого Тихона Задонского и святого пророка Илии; святого Иоанна Крестителя и патриарха Павла Нового — 1852 года, в позолоченной раме). Также в храме находилось 5 икон в золочёных рамах и простых ризах (среди них — Казанская икона Божией Матери, Пасовская икона Божией Матери 1849 года; икона Божией Матери «Знамение» — пожертвование воинов; икона Спасителя — также пожертвование воинов); 17 икон Божией Матери «Знамение» в золочёных рамах и 36 икон в простых рамах с мишурой.
Среди церковного имущества было два позолоченных серебряных креста с эмалевыми украшениями, весом 93,875 и 90,75 золотника; большого размера позолоченный медный восьмиконечный крест; а также три бронзовых креста среднего размера. В храме имелось большого формата евангелие с бронзовыми крышками, отпечатанное в Москве в 1896 году; большого размера евангелие с опаянными медью крышками, отпечатанное в Москве в 1875 году; евангелие в голубом бархате и отделанными медью углами, отпечатанное в Москве в 1775 году; малого размера старинное евангелие в бархате, с отделанными медью углами, отпечатанное в Москве в 1688 году; два малых требных евангелия с медными крышками (1896 и 1905 года). Среди имевшихся в храме богослужебных книг были, в том числе, «Апостол» 1832 года и канонник, отпечатанный в Киеве в 1889 году.
На церковной колокольне размещалось 6 колоколов, вес их составлял 152 пуда 15 фунтов, 52 пуда 12 фунтов, 6 пудов, 2 пуда, 1 пуд, 12 фунтов.

### После Октябрьской революции
После принятия декрета СНК РСФСР от 23 января (5 февраля) 1918 года Храм Рождества Христова продолжал функционировать на основании договора между религиозным обществом и Уланковским волостным советом рабочих, крестьянских и красноармейских депутатов, заключённым 10 ноября 1920 года. В соответствии с декретом ВЦИК от 23 февраля 1922 года из храма были изъяты 5 предметов церковного имущества: серебряный напрестольный крест, серебряные ризы с икон, кадило и серебряный ковшик, общим весом 5 фунтов; кроме того, монеты и серебряный лом весом 3 фунта и 40 золотников.
В 1937 году из-за отсутствия священника богослужения в Знаменской церкви не проводились. В феврале 1940 года по причине распада религиозной общины Суджанским райисполкомом было принято решение о расторжении договора с общиной верующих о церковном здании. Здание храма передавалось колхозу имени Калинина для использования в качестве зернохранилища. Согласно решению Курского облисполкома от 4 ноября 1940 года Знаменская церковь была закрыта по причине того, что она не функционирует с 1937 года, а община верующих распалась и государственными налогами с того момента не облагается; здание церкви передавалось райисполкому для использования по усмотрению последнего в качестве госфондовского имущества.
Богослужения в храме были возобновлены в период Великой Отечественной войны в 1942 году. 20 сентября 1944 года было зарегистрировано религиозное общество, к приходу которого относились село Борки, село Плехово, село Уланок, а также деревня Спальная; количество прихожан составляло 360 человек. В мае 1955 года из-за отсутствия священника богослужения в Знаменской церкви были временно приостановлены. В 1960-х годах харьковскими и курскими художниками в храме проведены наружные и внутренние реставрационные работы.
17 декабря 1993 года приходским собранием был принят Устав Свято-Знаменского прихода, который зарегистрирован 25 декабря 1993 года. 26 сентября 1997 года регистрация религиозной организации Свято-Знаменский приход Русской православной церкви (Московский Патриархат) была возобновлена.
В соответствии с постановлением губернатора Курской области от 30 октября 1998 года ансамбль Свято-Знаменского храма, включающий здание самой церкви и ограду, был взят под охрану в качестве памятника культовой архитектуры регионального значения.
1 апреля 2012 года Знаменский храм посетил архиепископ Курский и Рыльский Герман.

## Архитектура и убранство храма
Пятиглавый каменный храм, возведённый в византийском стиле. Храм располагается на возвышенности и хорошо виден из ближних сёл — Плёхово, Уланка, Спального, Крупна.

### Настенные росписи
Храмовые росписи характеризуются тем, что изображения святых расположены в соответствии с «типами святости», с редкими включениями сюжетных композиций. Изображения, присутствующие в храме, следующие: «Христос Царь Иудейский» (с надписанием «Спаситель в терновом венце»), Явление Христа Марии Магдалине, святая Феодора, святая великомученица Варвара, святые апостолы Пётр и Павел, святая великомученица Екатерина, Святая Анна святой священномученик Власий, святой Никита епископ Новгородский, Усекновение главы Иоанна Крестителя, святая Анастасия, преподобный Серафим Саровский, святой Афанасий Александрийский, святая великомученица Марина и некоторые другие. Изображения святых располагаются на фоне низкого горизонта, с растительностью в виде пальм и кипарисов. Роспись купола выполнена в виде неба со звёздами. В парусах размещены изображения апостолов-евангелистов. Над северным приделом располагается роспись «Пресвятая Дева среди ангелов. Достойно есть», а над южным приделом — «Придите вси ко Мне труждающиеся и обременении и аз упокою вы».

### Иконостас
Главный иконостас Знаменского храма — четырёхъярусный, правый и левый иконостасы — трёхъярусные; все они позолоченные резные деревянные.
Иконостас Знаменского храма содержит крупный праздничный ряд, располагающийся вокруг иконы Тайной вечери. В иконостас помещено пятнадцать праздничных икон: помимо двунадесятых праздников, в нём находятся иконы Покрова Пресвятой Богородицы, Усеченная глава святого Иоанна Предтечи, Обрезание Господне. Нет икон двунадесятых праздников «Вознесение Господне» и «Благовещение Пресвятой Богородицы». Иконы праздников в иконостасе Знаменской церкви размещены не в соответствии с годовым литургическим календарём (от Рождества Христова до Успения Пресвятой Богородицы) и не в порядке хронологии Священного Писания, а сотериологически, раскрывая икономию Спасения. Праздничный ряд иконостаса не представляет собой цельную программу, а делится на группы икон, составляя комплекс нескольких программ. Так как иконостас при рассмотрении сверху представляет собой ломаную линию, то в разных плоскостях иконостаса расположены отдельные программы.
В центральной части иконостаса, вокруг иконы Тайной вечери, находятся четыре иконы: Сретение Господне, Богоявление, Вход Господень в Иерусалим и Преображение Господне. Эти праздники свидетельствуют об Иисусе Христе как о Мессии и Боге. Справа налево размещаются сюжетные образы свидетельства старца Симеона о Христе как о Мессии, свидетельства Иоанна Крестителя, ликование народа о входе Мессии в Иерусалим и, в завершение, Преображение Господне, где Иисус Христос явил перед апостолами свою Божественную сущность. Имеют взаимосвязь и праздники следующей группы: «Обрезание Господне» и «Сошествие Святого Духа». «Обрезание Господне» является тут символом Завета с Богом (Ветхий Завет), а «Сошествие Святого Духа» — символом начала новозаветной церкви. Примечательно, что икона «Обрезание Господне» располагается рядом с иконой Сретения, символизирующей встречу Ветхого и Нового завета. Повышенное внимание к Ветхозаветным сюжетам обусловлено, в том числе, и посвящением храма иконе Божией Матери «Знамение», которая символизирует Ветхозаветные ожидания прихода Мессии. Богородичный цикл представлен в иконостасе Знаменского храма иконами Рождества и Успения Пресвятой Богородицы, которые размещены рядом, слева от центра, причём икона Успение представлена в иконографическом типе «Киево-Печерская».
Праздничный ряд иконостаса Знаменской церкви протягивается одной общей линией через иконостасы всех её трёх приделов. Над Царскими вратами в северном приделе находится икона «Воскресение Иисуса Христа», а по обе стороны от неё расположены иконы «Усечённая глава святого Иоанна Крестителя» и «Введение во храм Пресвятой Богородицы». Икона «Введение во храм Пресвятой Богородицы» символизирует начало служения Богородицы Богу, приготовление к её миссии (рождение Иисуса Христа). Икона «Усеченная глава Иоанна Крестителя» символизирует смерть последнего пророка, предвещавшего приход Мессии. Венчает всё перечисленное икона «Воскресение Иисуса Христа» — победа над смертью, кульминация пребывания Спасителя на земле.
Над Царскими вратами в южном приделе находится икона «Рождество Христово», по обе стороны от которой размещаются праздничные иконы «Воздвижение Креста Господня» и «Покров Пресвятой Богородицы». Икона «Рождество Христово» символизирует Боговоплощение, а иконы «Воздвижение Креста Господня» и «Покров Пресвятой Богородицы» являются символами победы над смертью и земными врагами, дарованной Иисусом Христом, причём Крест Господень является знамением и символом победы, а Покров — символом небесного заступничества Богоматери за молящихся христиан.